# Lepidoscioptera plumistrella
Lepidoscioptera plumistrella är en fjärilsart som beskrevs av Jacob Hübner 1793. Lepidoscioptera plumistrella ingår i släktet Lepidoscioptera och familjen säckspinnare. Inga underarter finns listade i Catalogue of Life.